# روبيرتو كولومبو (متسابق دراجات نارية)
روبيرتو كولومبو (بالإيطالية: Roberto Colombo)‏ مواليد 5 يناير 1927 في إيطاليا - الوفاة 6 يوليو 1957 في حلبة دي سبا فرانكورشومب، بلجيكا، كان متسابق دراجات نارية إيطالي. نافس في سباقات بطولة العالم لفئة 350 سي سي ولفئة 250 سي سي ولفئة 125 سي سي ولفئة 50 سي سي. كما شارك في كأس جزيرة مان السياحية. توفي إثر حادث تعرض له أثناء السباق.

## روابط خارجية
- روبيرتو كولومبو على موقع MotoGP.com (الإنجليزية)